# Dirck Ferreris

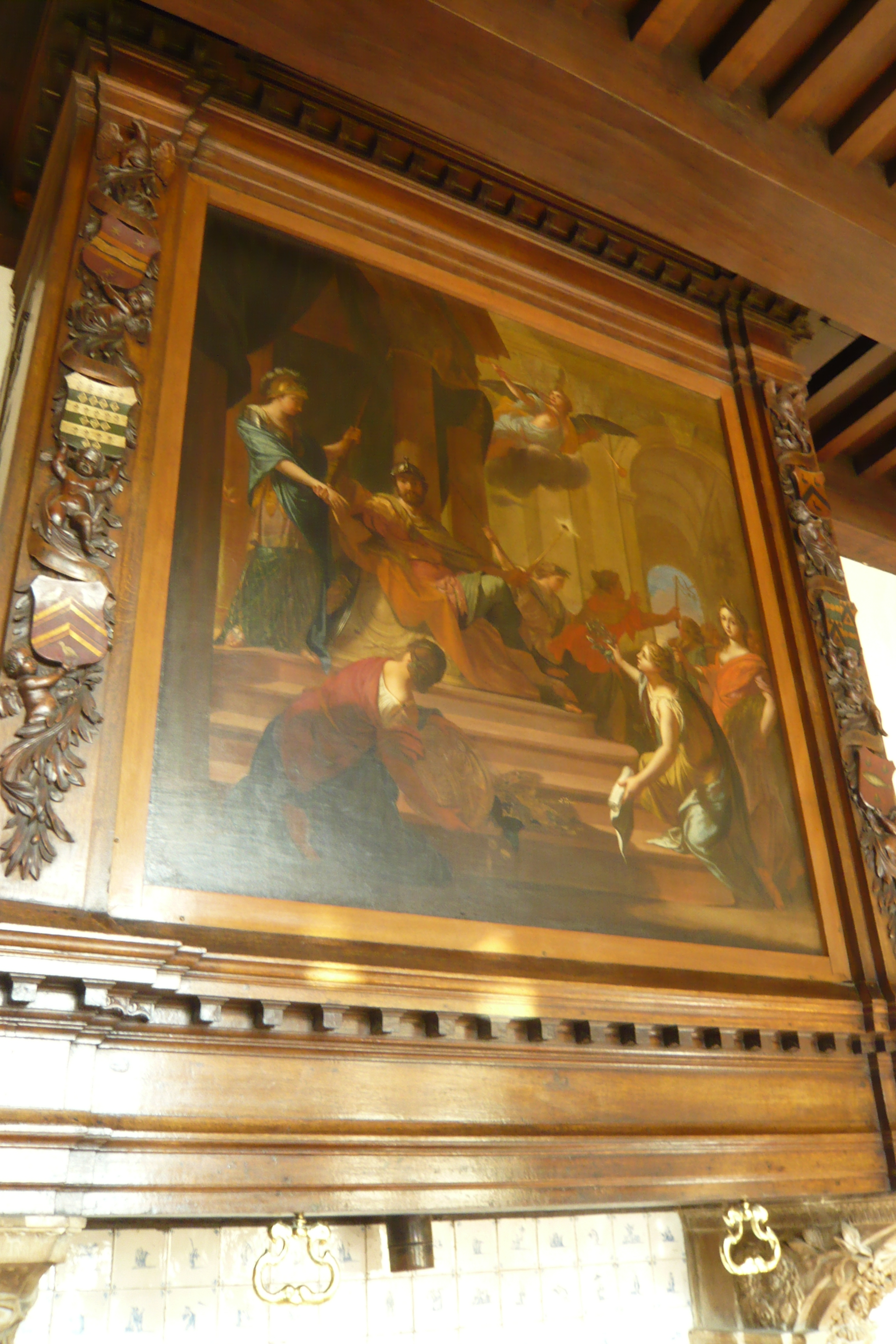
`Schoorsteenstuk Allegorie op het goede bestuur. Stadhuis van Haarlem, burgermeesterskamer (Dirck Ferreris, 1671)

Dirck Ferreris (Enkhuizen, gedoopt op 18 oktober 1639 – aldaar, begraven op 28 oktober 1693) was een Noord-Nederlands decoratieschilder.
Hij was de zoon van advocaat Bernard Ferreris en Susanna la Via. 
In 1666 reisde Ferreris met Adriaen Backer naar Rome, zonder zich echter bij de Bentveughels aan te sluiten. Terug in Amsterdam (1667) bezocht hij samen met Johannes Voorhout een tekenschool. In dat jaar was hij een werknemer van Gerrit Uylenburgh. In 1678 vertrok hij naar Londen, waar hij samen met Gerrit Uylenburgh als assistent werkte in het atelier van Peter Lely. Hij droeg bij aan een allegorisch muurschildering in Burghley House. Volgens Walpole had hij twee leerlingen in Engeland: de schilder Thomas Hill en de mezzotintgraveur Robert Williams. Vanwege teleurstellende resultaten keerde hij in 1680 terug naar Nederland en vestigde zich in Den Haag, waar hij opdrachten uitvoerde voor Willem III. In 1687 keerde hij terug naar Enkhuizen, waar hij tot 1692 decoraties aanbracht in het nieuwe stadhuis.
Ferreris was een volger van Jacob Adriaensz. Backer en werkte samen met Gerard de Lairesse. Zijn oeuvre omvatte historische en genrevoorstellingen, evenals portretten. Hij was ook een verzamelaar van Hollandse en Vlaamse tekeningen. Ferreris was een zakenpartner en goede vriend van Jan van Neck, die na zijn dood een groot deel van zijn tekeningenverzameling erfde.
- Biografisch Portaal: 91387788
- Library of Congress Control Number: nr92033279
- RKD-Nederlands Instituut voor Kunstgeschiedenis: 27790
- Union List of Artist Names: 500001711
- Virtual International Authority File: 95690928